# Tago
Tago, właśc. Tago Przedsiębiorstwo Przemysłu Cukierniczego Tadeusz Gołębiewski – polskie przedsiębiorstwo wytwarzające słodycze założone w 1966 przez Tadeusza Gołębiewskiego.

## Historia
Zostało założone w 1966. Założycielem firmy i jej właścicielem do śmierci w 2022 był Tadeusz Gołębiewski. Siedziba zakładu znajduje się we wsi Ciemne na północny wschód od Warszawy.
Nazwa firmy pochodzi od dwóch pierwszych liter imienia i nazwiska Tadeusza Gołębiewskiego.
W 2022 zakład produkował ok. 300 t ciastek, z czego ponad 60% było sprzedawanych za granicę, do 50 państw. Roczny przychód przekraczał 200 mln zł.
Przedsiębiorstwo wchodzi w skład Gołębiewski Holding sp. z o.o. Oddział TAGO w Ciemnem.